# Get Sexy
Get Sexy è un singolo del gruppo musicale pop britannico Sugababes, pubblicato il 30 agosto 2009 dall'etichetta discografica Island. È stato scritto e prodotto da Philip Lawrence, Ari Levine e Bruno Mars per il settimo album del gruppo, Sweet 7, uscito nel marzo del 2010.
La canzone è la traccia d'apertura dell'album ed è stata pubblicata come primo singolo nell'agosto 2009. È anche l'ultimo singolo in cui appare l'ultimo membro fondatore rimasto, Keisha Buchanan. La sua sostituta, Jade Ewen, ha registrato una nuova versione della canzone, apparsa sulla compilation "Now 74", ed una versione completa finale comparsa sull'album Sweet 7.

## Critica
Digital Spy ha dato alla canzone 4/5 stelle e ha detto: "Get Sexy is a dancefloor stomper that nestles somewhere between Boom Boom Pow and Bonkers in its blend of electropop, techno and R&B sounds. It may not be massively original, nor an instant classic to rival About You Now or Push the Button, but with a Right Said Fred-sampling hook, a thundering chorus and plenty of attitude - most noticeably from Amelle - it returns Sugababes right to the forefront of the pop landscape".

## Tracce
UK CD Single
1. Get Sexy (Single Version)
2. Get Sexy (Max Sanna & Steve Pitron Mix)
3. Get Sexy (Bitrocka Remix)
4. Get Sexy (Superbass Vocal Mix)

Digital Download
1. Get Sexy (Radio Edit)
2. Get Sexy (Max Sanna & Steve Pitron Mix)
3. Get Sexy (Bitrocka Remix)
4. Get Sexy (Superbass Vocal Mix)
5. Get Sexy (Haudoken! Remix) (iTunes Exclusive)

## Video
Il video è stato diretto da Emil Nava, fratello di Jake Nava.
Nel video compaiono Amelle Berrabah in una gabbia per uccelli, Heidi Range in una casa di specchi colpiti da intensi fasci di luce e Keisha Buchanan in posa su un divano. Durante il ritornello, le ragazze sono viste attraverso le pareti di una scatola triangolare con diverse luci colorate e in piedi legate tra loro da catene ai polsi. Alla fine del video, le ragazze sono in una stanza piena di graffiti.

## Classifiche
| Classifica (2009)   | Posizione raggiunta |
| ------------------- | ------------------- |
| Regno Unito         | 2                   |
| Irlanda             | 3                   |
| Bulgaria            | 15                  |
| Belgio (Fiandre)    | 21                  |
| Classifica mondiale | 34                  |
| Belgio (Vallonia)   | 37                  |
| Germania            | 41                  |
| Svezia              | 42                  |
| Austria             | 72                  |